# Máza (La Canée)
Máza, en grec moderne : Μάζα, est un village du dème d'Apokóronas, dans le district régional de La Canée, de la Crète, en Grèce. Selon le recensement de 2011, la population de Máza compte 100 habitants.
Le village est situé à 37 km de La Canée et à une altitude de 160 mètres.

## Recensements de la population
| Recensements | 1900 | 1920 | 1928 | 1940 | 1951 | 1961 | 1971 | 1981 | 1991 | 2001 | 2011 |
| ------------ | ---- | ---- | ---- | ---- | ---- | ---- | ---- | ---- | ---- | ---- | ---- |
| Population   | 162  | 173  | 169  | 204  | 204  | 216  | 141  | 120  | /    | 88   | 100  |